# Leonhardbach
Der Leonhardbach ist ein Stadtbach im 2. Grazer Stadtbezirk St. Leonhard.
Er entsteht durch den Zusammenfluss von Stiftingbach und Ragnitzbach kurz vor dem Friedhof St. Leonhard. Ab der Kreuzung von Sparbersbachgasse und Schillerstraße verläuft der Leonhardbach unterirdisch unter der Sparbersbachgasse weiter. Unter der Kreuzung mit der Mandellstrasse mündet unterirdisch der Kroisbach ein, wodurch der Grazbach entsteht.
Aufgrund der zunehmenden Verbauung des Bachufers kam es immer wieder zu schweren Überflutungen am Leonhardbach. Überliefert ist ein schweres Hochwasser im Jahre 1913, aber auch in jüngster Zeit ist der Bach immer wieder über die Ufer getreten.
Nach einer Reihe von Hochwässern in Graz ab der Jahrtausendwende werden in ganz Graz die Hochwasserschutzbauten ausgebaut und verstärkt. Auch das Bachbett des Leonhardbaches soll um 2,5 Mill. Euro ausgebaut werden.